# Crazy Horse Memorial
Das Crazy Horse Memorial ist eine monumentale Skulptur zu Ehren des Oglala-Lakota-Indianers Crazy Horse, die ähnlich wie das Mount Rushmore National Memorial in einen Berg gehauen wird, jedoch um ein Vielfaches größer. Es ist etwa 14 km südwestlich vom Mount Rushmore in den Black Hills, South Dakota, gelegen. Das Crazy Horse Memorial wird nicht mit staatlichen Geldern finanziert, sondern durch die gemeinnützige Crazy Horse Memorial Foundation, die ein Indianermuseum in der Nähe des Monuments betreibt. Der Bildhauer Korczak Ziolkowski, der auch schon am Mount Rushmore National Memorial mitgearbeitet hatte, wurde 1939 vom damaligen Häuptling der Sioux Henry Standing Bear eingeladen, ein Indianer-Denkmal zu gestalten. Mit dem Bau wurde dann 1948 begonnen, wohl 10 Millionen Tonnen Granit wurden seitdem aus der Felswand gesprengt. Trotzdem ist bisher seit 1998 nur das Gesicht fertiggestellt. Ein Termin zur Fertigstellung ist bisher nicht absehbar, es werden aber rund weitere 100 Jahre veranschlagt. Ziolkowski starb 1982. Seine Arbeit wird durch sieben seiner zehn Kinder fortgesetzt, und bis zu ihrem Tod im Mai 2014 war daran auch seine Frau Ruth beteiligt.
Viele Indianer stehen dem Projekt kritisch gegenüber. Sie beklagen die Entweihung ihrer heiligen Black Hills und weisen darauf hin, dass Crazy Horse sich nie fotografieren ließ, weil er nicht abgebildet werden wollte.
In fertiger Form soll die Skulptur Crazy Horse auf einem Pferd sitzend und mit ausgestrecktem Arm nach Osten weisend zeigen. Nach Fertigstellung der Skulptur soll diese 195 m lang und 172 m hoch sein.

## Crazy Horse
Crazy Horse war ein Anführer der Oglala-Indianer. Er hob seine Waffe gegen die US-Regierung, da es zuvor zu Übergriffen auf dem Territorium sowie dessen Stammesmitglieder der Lakota kam. Seine bekanntesten Kämpfe gegen das US-Militär war die Schlacht der Hundert Erschlagenen am 21. Dezember 1866 und die Schlacht am Little Bighorn von 25. bis 26. Juni 1876. Am 8. Mai 1877 ergab sich Crazy Horse der Armee unter General George Crook in Fort Robinson in Nebraska. Er hatte eingesehen, dass sein Volk durch Kälte und Hunger geschwächt war und nicht mehr weiterkämpfen konnte. In Fort Robinson wurde er während eines Streits am 5. September 1877 vom Soldaten William Gentiles mit einem Bajonett in die Lunge und in die linke Niere gestochen. In der Nacht starb der Häuptling trotz sofortiger Hilfe durch den Armeearzt Valentine McGillycuddy. Er zählt zu den berühmtesten Stammesmitgliedern amerikanischer Ureinwohner und wurde vom US Postal Service im Jahre 1982 mit einer 13-Cent-Briefmarke als Teil seiner Briefmarkenserie Great Americans geehrt.

## Geschichte
Im Oktober 1931 schrieb Luther Standing Bear, Henrys älterer Bruder, einen Brief an den Bildhauer John Gutzon de la Mothe Borglum, der zu der Zeit gerade am Mount Rushmore arbeitete. Luther schlug Crazy Horse als passenden Porträtkopf vor, da er ein echter Patriot vom Stamm der Sioux sei. Zudem sei er an der Seite von Washington und Lincoln die einzig würdige Person. Borglum habe darauf nie geantwortet. Danach startete Henry Standing Bear eine Kampagne, dass Borglum – ähnlich wie bei den vier Präsidenten – ein Bildnis von Crazy Horse am Mount Rushmore anfertigen soll. Im Sommer 1935 war Standing Bear über das ins Stocken geratene „Crazy Horse“-Projekt frustriert und schrieb an James H. Cook, ein langjähriger Freund von Red Cloud, folgendes: „Ich bin in einem hoffnungslosen Kampf, weil ich keine Mittel habe, keine Arbeit und keine Unterstützung von Indianern oder Weißen erhalte.“
1939 kam der polnisch-amerikanische Bildhauer Korczak Ziolkowski in die Black Hills, um an den Arbeiten am Mount Rushmore mitzuhelfen. Im selben Jahr erhielt Ziolkowski während der Weltausstellung in New York den ersten Preis für die Carraramarmor-Büste „Paderewski, Study of an Immortal“. Henry Standing Bear las die Nachrichten über Ziolkowskis Arbeiten und lud ihn ein. In der Einladung stand: „My fellow chiefs and I would like the white man to know that the red man has great heroes, too.“ Standing Bear schrieb auch einen Brief an den stellvertretenden Innenminister Oscar L. Chapman und bot 900 Morgen eigenen fruchtbaren Boden als Austausch für den Berg in den Black Hills. Die Regierung reagierte positiv und das United States Forest Service genehmigte die Nutzung des Geländes. Standing Bear lehnte staatliche Mittel ab und verließ sich stattdessen auf einflussreiche Amerikaner, die sich für das Wohl der Indianer interessieren und das Projekt finanziell unterstützen.
Ziolkowski traf sich kurz danach mit den Anführern. Im Frühling 1940 reiste er für drei Wochen nach Pine Ridge in South Dakota und traf sich dort mit Standing Bear. Dort lernte er die Biografie Crazy Horses kennen, diskutierte über Landbesitz und die Lebensweise der Lakota. Nach der Aussage von Ziolkowski wurde Standing Bear sehr wütend, wenn er von der Missachtung des Vertrags von Fort Laramie sprach. Dabei soll Standing Bear Tränen in den Augen gehabt, seinen Kopf geschüttelt und danach sehr lange geschwiegen haben. Im Laufe der nächsten Jahre forschte er weiter und begann mit dem Entwurf. Nach dem Angriff der Japaner auf Pearl Harbor und dem Kriegseintritt der USA legte er das Projekt auf Eis. Er entschloss sich, freiwillig in die US Army einzutreten und nahm später an der Landung der Normandie am Küstenabschnitt Omaha Beach teil. 1947 zog er in die Black Hills zurück und konzentrierte sich wieder auf das Projekt. Am 3. Juni 1948 begannen die Arbeiten am Crazy Horse Memorial. Um die Indianer Nordamerikas zu ehren, schwor Korczak Ziolkowski, dass ein gemeinnütziges Bildungs- und Kulturprojekt mit ausschließlich privater Finanzierung und ohne staatliche Mittel das Denkmal betreiben soll.

## Trägerstiftung
Die Crazy Horse Memorial Foundation ist eine Non-Profit-Organisation, welche keine Bundes- oder Landesförderung erhält. Das Memorial Foundation erwirtschaftet seine Einnahmen aus dem Souvenirladen und dem Verkauf an Eintrittskarten. Die Stiftung fördert kulturelle Veranstaltungen und Bildungsprogramme für amerikanische Ureinwohner.
Nachdem Ziolkowski 1982 gestorben war, übernahm seine Witwe Ruth Ziolkowski bis zu ihrem Tod im Jahr 2014 die Arbeit. Ruth Ziolkowski beschloss, sich erst auf das Gesicht von Crazy Horse zu konzentrieren, statt des Pferdes, wie ihr Mann es ursprünglich geplant hatte. Sie erhoffte sich dadurch eine höhere Attraktivität für Touristen und höhere Spendengelder.
Im Jahr 1998 wurde das Gesicht von Crazy Horse fertiggestellt und eingeweiht. Ruths Tochter Monique Ziolkowski, selbst Bildhauerin, modifizierte einige Pläne ihres Vaters, um sicherzustellen, dass das Gewicht des ausgestreckten Arms ausreichend unterstützt wird. 2009 beauftragte die Stiftung dazu zwei Ingenieurbüros, um das Projekt sicherzustellen. Nach zwei Jahren sorgfältiger Planung und Messungen wurden die Arbeiten am Pferd begonnen. Die Arbeiten werden von sieben der zehn Kinder Ziolkowskis fortgesetzt.

## Veranstaltungen und Fundraising
Seit einigen Jahren veranstaltet die Stiftung im Sommer und im Herbst einen Volksmarsch. Der Crazy Horse Volksmarsch ist laut Angaben des Veranstalters mit bis zu 15.000 Wanderern die populärste organisierte Wanderung in den Vereinigten Staaten.
Ein Großteil der Baumaschinen wird von Unternehmen gespendet. Die Arbeit an dem Denkmal wird in erster Linie durch Einnahmen von Eintrittskarten finanziert, mit mehr als einer Million Menschen jährlich. Das Besucherzentrum enthält viele Gesteinsbrocken aus dem gesprengten Berg. Besucher können diese Gesteine als Souvenir erwerben.
Die Stiftung begann ihre erste nationale Spendenaktion im Oktober 2006. Ziel war es, bis zum Jahr 2011 16,5 Millionen US-Dollar Spendengelder einzunehmen. Das erste geplante Projekt war ein Schlafsaal im Wert von 1,4 Millionen US-Dollar. Darin sollen bis zu 40 indianische Studenten untergebracht werden, die als Praktikanten an der Gedenkstätte arbeiten.

## Teil der Indian University of North America
Das Crazy Horse Memorial ist seit 2010 Teil des Bildungs- und Kulturzentrums der Indian University of North America, eines Satellitencampus der University of South Dakota. Der Campus umfasst ein Unterrichtsgebäude sowie ein Wohnheim für Studierende. Angeboten werden Mathematik-, Englisch- und Indianerstudien sowie Outreach-Kurse. Angegliedert an den Campus ist das Indian Museum of North America.
Getragen wird der Campus finanziell durch Spenden. Nebst der Memorial Foundation selber tragen namhafte Spender, wie der Bankier und Philanthrop T. Denny Sanford mit 2,5 Millionen US-Dollar für die Errichtung des Campus und weiteren 5 Millionen US-Dollar für die Gedenkstätte, wobei er fünf Jahre lang jährlich 1 Million US-Dollar in gleicher Höhe spenden will, um insbesondere die Arbeiten am Pferdekopf voranzutreiben. Paul und Donna Christen aus Huron, South Dakota, gaben im Juli 2010 bekannt, dass sie 5 Millionen US-Dollar an eine Stiftung spenden, um den Betrieb des Satelliten-Campus zu unterstützen. Die Memorial Foundation selbst hat bis zum Jahr 2009 mehr als 1,2 Millionen US-Dollar an Stipendien vergeben, wobei der Großteil an indianische Studenten in South Dakota ging.

## Kontroversen

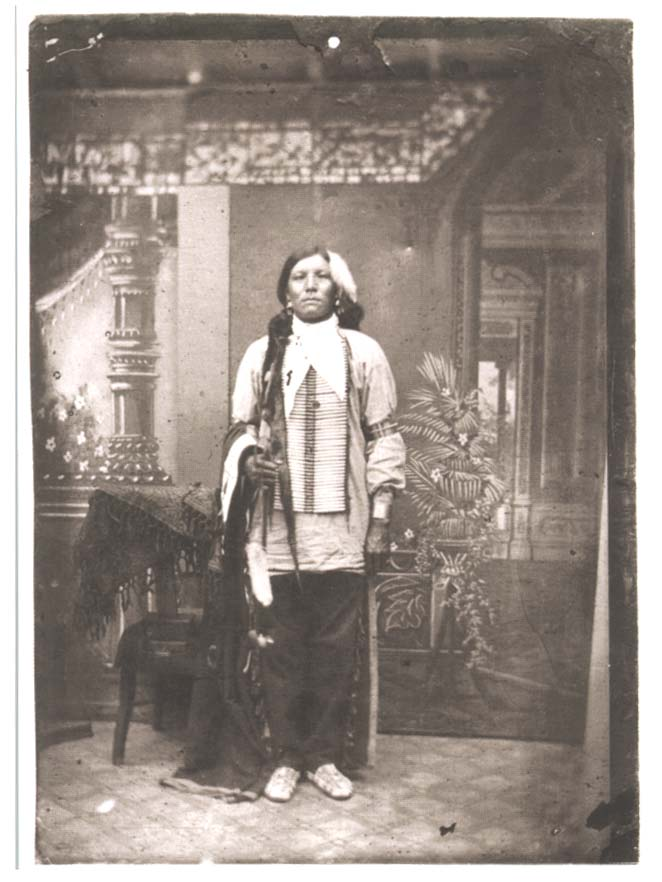
Die fragwürdige Fotografie von 1877

Es wird viel darüber diskutiert, ob das eine Foto, das Crazy Horse zeigen soll, wirklich ihn abbildet. Der Chirurg Valentine McGillycuddy, der Crazy Horse persönlich kannte, erklärte, dass Crazy Horse nicht auf dem Foto zu sehen sei und er bezweifelte, dass es überhaupt ein Foto von ihm gibt. Crazy Horse wollte nicht fotografiert werden. Möglicherweise handelt es sich bei der Person auf dem Foto um den Bruder von Crazy Horse, von dem bekannt war, dass er ihm sehr ähnelte und der sich auch hatte fotografieren lassen. Viele fragen sich daher, ob Ziolkowski überhaupt wisse, wie Crazy Horse tatsächlich aussah. Zeitgenossen wie John Gregory Bourke, die Crazy Horse persönlich getroffen hatten, berichteten auch von einer sehr großen Narbe im Gesicht, die er durch den Schuss von No Water im Streit um seine Frau bekommen hatte. Diese Narbe ist weder auf dem Foto noch auf der Skulptur zu sehen. Ziolkowski stellte das Denkmal als Hommage an Crazy Horse und amerikanische Ureinwohner dar. Crazy Horse soll gesagt haben: „My lands are where my dead lie buried“. Der ausgestreckte Arm soll diese Aussage symbolisieren.
Viele Indianer stehen dem Projekt bis in die Gegenwart kritisch gegenüber,  das Denkmal ist ein kontrovers diskutiertes Thema. Im Vordergrund der Kritik steht der Umstand, dass die Skulptur dem Geist der Ureinwohner Amerikas, speziell jenem Crazy Horses widerspreche. Gerade weil Crazy Horse sich dagegen wehrte, fotografiert zu werden und gerade weil er auf seinen Wunsch absichtlich dort begraben wurde, wo sein Grab nie gefunden werden würde.
Der Lakota-Medizinmann John Lame Deer bemerkte in seiner 1972 veröffentlichten Autobiografie, dass die Idee, „einen schönen wilden Berg zu seiner Statue zu verwandeln“, eine Verschmutzung der Landschaft sei und dem Geist des Crazy Horse widerspreche.
In einem Interview im Jahr 2001 sagte der Aktivist und Schauspieler Russell Means: „Stell dir vor, du reist ins heilige Land Israel, unabhängig davon, ob du ein Christ oder Jude oder Muslim bist, und beginnst damit, den Berg Zion zu zerstückeln. Es ist eine Beleidigung für uns alle. Es ist schlimm genug, dass dort oben vier weiße Gesichter eingemeißelt sind, der Schrein der Heuchelei.“ Das Problem, so Elaine Quiver – eine Nachfahrin von Crazy Horse – in einem Interview im Jahr 2003, sei, dass Henry Standing Bear von vornherein kein Recht gehabt habe, Ziolkowski um eine Felsenbaukunst zu ersuchen. Laut der Lakota-Kultur müsse bei großen Projekten unter allen Familienmitgliedern ein gemeinsamer Konsens herrschen. Quiver fügte hinzu, dass niemand vor der ersten Sprengung im Jahr 1948 sich die Mühe gemacht habe, die Nachkommen von Crazy Horse zu befragen, ob sie dem Projekt wohlwollend gegenüberstehen. Quiver meinte weiter: „Sie respektieren unsere Kultur nicht, weil wir nicht die Erlaubnis gegeben haben, dass jemand die heiligen Black Hills, wo unsere Grabstätten sind, abholzt. Sie waren für uns da, um uns daran zu erfreuen, und sie waren für uns da, um zu beten. Aber sie waren nicht dazu gedacht, in Bilder geschnitzt zu werden, was für uns alle sehr falsch ist. Je mehr ich darüber nachdenke, desto mehr ist es eine Entweihung unserer indianischen Kultur. Nicht nur von Crazy Horse, sondern von uns allen.“
Stark kritisiert wurde aber auch der Umstand, dass trotz Spenden in Millionenhöhe kein Zeitplan für die Fertigstellung der Skulptur vorhanden ist und dass die Ureinwohner selbst nur wenig von dem Denkmal profitieren. So sei die Skulptur vielmehr eine Art Vergnügungspark für Weiße und eine Einnahmequelle für die Familie Ziolkowski selbst. Seth Big Crow, dessen Urgroßmutter eine Tante von Crazy Horse war, sagte im selben Interview wie Elaine Quiver 2003: „Ich wundere mich über die Millionen von Dollar, die die Familie Ziolkowski mit dem Besucherzentrum und den Geschäften, die mit dem Denkmal verbunden sind, eingenommen haben und die Menge an Geld, die durch den Namen meines Vorfahren generiert wird. Oder hat er [Crazy Horse] ihnen freie Hand gegeben, den Namen zu übernehmen und damit Geld zu verdienen, solange sie leben und solange wir leben? Wenn man anfängt, Geld zu verdienen statt zu versuchen, das Projekt zu vollenden, dann geht es in meinen Augen in die falsche Richtung.“
Diese Kritiken führten letztendlich zur Gründung des Campus Indian University of North America und die bevorzugte Unterstützung der indianischen Bevölkerung mittels Stipendien von Seiten der Trägerstiftung. Obwohl dadurch die Kontroverse massiv entschärft wurde, sind die Diskussionen noch nicht ganz verstummt. In ihrem 2019 im New Yorker erschienenen Artikel „Who Speaks for Crazy Horse?“ beschrieb die Journalistin Brooke Jarvis die Kontroverse wie folgt: „In Pine Ridge und in Rapid City hörte ich eine Reihe von Lakota sagen, dass das Denkmal nicht zu einem Tribut an Crazy Horse, sondern an Ziolkowski und seiner Familie geworden ist.“